# EasyToon

Simples exemplo de uma animação no EasyToon

O Easytoon é um programa japonês de criação de GIFs monocromáticas, permitindo a criação de pequenas animações.

## História
Foi desenvolvido por Keijiro Takahashi da Radium Software Developments em 1998. Para serem criadas versões futuras, foi disponibilizada o código fonte livre para download. Em 2001 foi criada uma nova versão do programa, 1.9.1, que possuía novas ferramentas e nova interface.
O EasyToon ganhou a sua primeira versão traduzida para o inglês em 2004 e posteriormente também para o francês, onde por hora, foi a sua versão mais popular em sites de animação.

## Popularização
Após a sua tradução, o software se espalhou por sites e fóruns de animação, a ideia de um programa com simples interface e criar animações facilmente foi um grande atractivo aos usuários.
O único Forum Brasileiro voltado totalmente para o Easytoon localiza-se em http://www.easytoonbr.forumeiros.org. A maior comunidade do Easytoon do Brasil e já se produziu diversas animações, muitas similares ao estilo Anime ou Stick.

## Versões
- EasyToon 1.9.9 BETA 3 - 12/05/2009
- EasyToon 1.9.8 - 03/02/2008
- EasyToon 1.9.7 - 15/01/2008

Nota: Contem todas as actualizações da versão 1.9.6b, não lançado.
- EasyToon 1.9.6 BETA - 20/10/2007

Nota: Não lançado.
- EasyToon 1.9.5 BETA - 18/03/2006
- EasyToon 1.9.5 - 12/03/2006
- EasyToon 1.9.4 (Actualização em inglês) - 09/04/2005
- EasyToon 1.9.3 - 08/04/2005

Nota: Primeira versão lançada para download.
- EasyToon 1.9.2 Final - 28/01/2004
- EasyToon 1.9.2 Alpha - 04/01/2004